# Стукалов Борис Олексійович
Борис Олексійович Стукалов (рос. Борис Алексеевич Стукалов; нар. 24 січня 1953, Ставрополь, РРФСР) — радянський футболіст, півзахисник, російський футбольний тренер.

## Кар'єра гравця
Футбольну кар'єру розпочав у «Червоному металісті». Потім грав за аматорський колектив «Іскра» (Новоолександрівськ). У 1973 році потрапив до ставропольського «Динамо», але того сезону не зіграв жодного офіційного матчу. У 1975 році провів два поєдинки в Другій лізі СРСР. Того ж року завершив кар'єру футболіста.

## Кар'єра тренера
По завершенні кар'єри гравця розпочав тренерську діяльність. У 1984 році працював помічником головного тренера ставропольського «Динамо» Олега Долматова, команда того сезону перемогла в турнірі другої ліги першості СРСР. У 1986 році вже сам очолив команду, і в подальшому пропрацював в клубі в різні роки загалом понад десять років. Окрім динамівців, деякий час Борис очолював також алматинський «Кайрат» і запорізький «Віктор».
На початку 1996 року прийшов у волгоградський «Ротор» на посаду помічника головного тренера команди Віктора Прокопенка. По ходу наступного сезону покинув клуб, щоб повернутися на посаду головного тренера «Динамо». Але вже через рік у ставропольському клубі змінилося керівництво, й Стукалов у січні 1999 року повернувся на колишню посаду в «Ротор», до грудня 1999 року працював другим тренером. Після відходу Прокопенка в донецький «Шахтар» Стукалов відмовився від пропозиції піти за ним. До того ж, президент волгоградців Володимир Горюнов вирішив призначити на пост головного тренера клубу Георгія Ярцева, й Борис вирішив за краще знову зайнятися самостійною тренерською роботою. У лютому 2000 року знову повернувся в ставропольське «Динамо», яке вилетіло на той час у другу лігу Росії.
У 2002 році знову став помічником у Віктора Прокопенка, цього разу — в московському «Динамо». На цій посаді Стукалов пропрацював до кінця сезону 2003 року, покинувши команду лише після відходу з неї Прокопенка.
У 2004 році працював головним тренером у клубі Першого дивізіону «Арсенал» (Тула). Після закінчення сезону запрошений на посаду головного тренера новачка Прем'єр-ліги томської «Томі», змінивши Олександра Гостеніна, який пішов до тренерського штабу московського «Торпедо». За словами Стукалова, керівництво «Томі» раніше вже двічі запрошувало його на цей пост, але він був змушений відмовлятися, щоб не кидати свої команди по ходу сезону. 23 листопада 2004 року Борис Стукалов приступив до роботи з томським клубом. Після 18 проведених матчів «Том» займала 12 місце, а 1 серпня 2005 року Стукалов написав заяву про звільнення з клубу. Його наступником став Анатолій Бишовець.
У 2006 році Стукалов працював у Владикавказі з місцевим «Спартаком», який знову заявився у Другий дивізіон. За один сезон команді вдалося домогтися підвищення в класі, отримати путівку в Перший дивізіон. Після цього успіху Стукалов отримав запрошення очолити молодіжну збірну Росії. Про призначення на цю посаду офіційно оголосили 19 лютого 2007 року.
23 грудня 2009 року з'явилася інформація, що Стукалов є одним з кандидатів на посаду головного тренера «Кубані», проте сам фахівець того ж дня спростував вище вказану інформацію, назвавши її просто чутками.
У травні 2010 року призначений на посаду головного тренера клубу Першого дивізіону «Урал», в якому пропрацював до кінця сезону 2010 року. У сезоні 2012/13 року — головний тренер клубу Другого дивізіону «Біолог-Новокубанск». Влітку 2013 року очолив команду «Ангушт», яка завоювала право виступати в сезоні 2013/14 років у першості ФНЛ, після завершення якого покинув клуб. У сезоні 2015/16 років працював головним тренером клубу ФНЛ «Сибір».
У 2016-2018 роках — спортивний директор футбольного клубу «Оренбург».

## Особисте життя
Син Олексій — також футбольний тренер.